# イギリス人
イギリス人（イギリスじん、英: British people）、または、英国人 （えいこくじん）とは、イギリス（グレートブリテン及び北アイルランド連合王国）の国民である。
イギリスは、イングランド、スコットランド、ウェールズ、及び北アイルランドの4つのカントリー（country）から成る連合王国（立憲君主制国家）なので、基本的には、イングランド人、スコットランド人、ウェールズ人、北アイルランド人によって構成される。

## 国籍区分
イギリス国籍法は、旧イギリス植民地の出身者も含め、以下の六つの区分を設けている。

### 現在も有効な区分
British Citizen
イギリス市民
BOTC - British Overseas Territories citizen
イギリス海外領土市民（イギリスの海外領土）
基本的に以下の失効した4つの区分は、順次この区分に置き換えられる。

### 失効している区分
以下は、新たに付与されることが基本的に無い、基本的に失効している区分であり、よほどの特殊な事情がない限り、親から子へ継承されることもない。
BOC - British Overseas citizen
イギリス海外市民
British subject
イギリス臣民（主にイギリス領インドやアイルランド共和国の出身者など）
BN(O) - British National (Overseas)
イギリス国民 (海外)
香港返還よりも前に登録された香港の住民権を持つ者。
BPP - British protected person
イギリス保護国出身者